# Brévonnes
Brévonnes ist eine französische Gemeinde mit 667 Einwohnern (Stand 1. Januar 2022) im Département Aube in der Region Grand Est. Sie gehört zum Kanton Brienne-le-Château im Arrondissement Troyes. Die Einwohner werden Brévonnais genannt.

## Geographie
Brévonnes liegt etwa 25 Kilometer ostnordöstlich von Troyes am Lac d’Auzon-Temple.
Nachbargemeinden sind Val-d’Auzon im Norden, Pel-et-Der im Norden und Nordosten, Blaincourt-sur-Aube im Osten und Nordosten, Mathaux im Osten, Radonvilliers im Osten und Südosten sowie Piney im Süden und Westen.
Der Bahnhof Brévonnes lag an der Bahnstrecke Troyes–Brienne-le-Château.

## Bevölkerungsentwicklung
| Jahr                      | 1962 | 1968 | 1975 | 1982 | 1990 | 1999 | 2006 | 2013 |
| ------------------------- | ---- | ---- | ---- | ---- | ---- | ---- | ---- | ---- |
| Einwohner                 | 637  | 648  | 563  | 655  | 604  | 584  | 664  | 703  |
| Quelle: Cassini und INSEE |      |      |      |      |      |      |      |      |

## Sehenswürdigkeiten

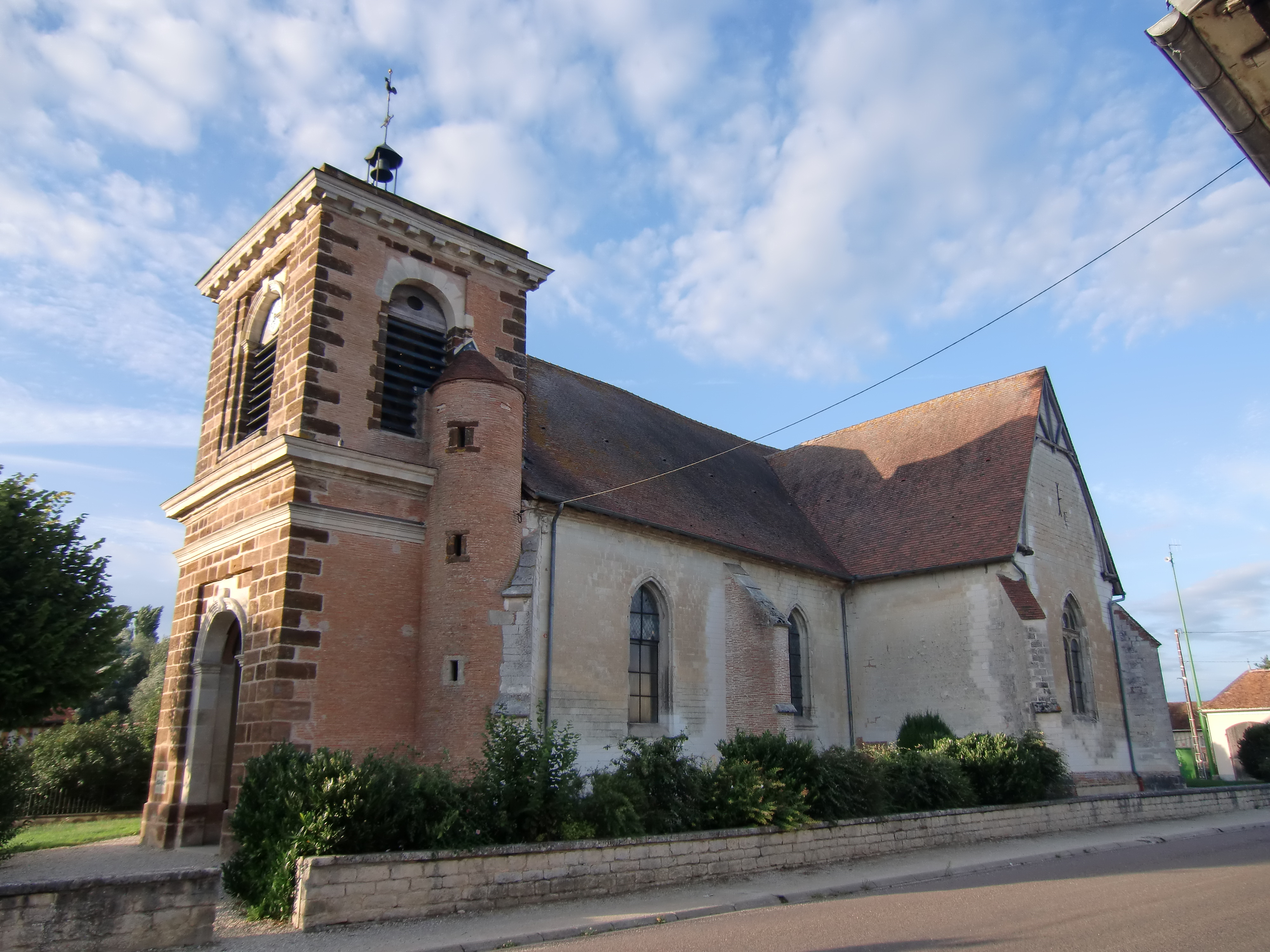
Kirche Saints-Clément-et-Barthélemy

- Kirche Saints-Clément-et-Barthélemy aus dem 16. Jahrhundert
- Kapelle von Marmoret